# Purús (distrito)
Purús é o único distrito peruano localizado na província de Purús, região de Ucaiáli. Sua capital é a cidade de Puerto Esperanza.
O distrito de Purús não é servido pelo sistema de estradas terrestres do Peru.